# Ballads of a Hangman
Ballads of a Hangman – trzynasty studyjny album w dorobku heavymetalowej formacji Grave Digger. Wydany 9 stycznia 2009 roku przez Napalm Records. Wydawnictwo dotarło do 31. miejsca listy Media Control Charts w Niemczech oraz do 81. miejsca ma liście Schweizer Hitparade w Szwajcarii.

## Lista utworów
1. „The Gallows Pole” – 0:47
2. „Ballad of a Hangman” – 4:45
3. „Hell of Disillusion” – 3:55
4. „Sorrow of the Dead” – 3:35
5. „Grave of the Addicted” – 3:33
6. „Lonely the Innocent Dies” – 5:46
7. „Into the War” – 3:32
8. „The Shadow of Your Soul”– 4:14
9. „Funeral for a Fallen Angel” – 4:30
10. „Stormrider” – 3:17
11. „Pray” – 3:36
12. „Jailbreak” – 4:05 (bonus)

## Twórcy
- Chris Boltendahl – śpiew
- Manni Schmidt – gitara
- Thilo Herrmann – gitara
- Jens Becker – gitara basowa
- Stefan Arnold – perkusja
- Hans Peter Katzenburg – instrumenty klawiszowe